# Бенджамін Натан Кардозо
Бенджамін Натан Кардозо (нар. 24 травня 1870, Нью-Йорк — 9 липня 1938, Порт-Честер, штат Нью-Йорк) — американський юрист, філософ права, судовий діяч.

## Біографія
Походив з родини португальських євреїв-сефардів, які постійно мігрували, а згодом осіли в Нью-Йорку.
Закінчив 1891 р. Школу права Колумбійського університету. Займався приватною юридичною практикою в штаті Нью-Йорк. З 1913 — суддя Верховного суду штату Нью-Йорк, з 1914 р. — суддя апеляційного суду цього штату, а з 1926 р. — голова апеляційного суду штату Нью-Йорк. В 1932–1938 рр. був суддею Верховного суду США. Одночасно викладав право у Єльському та Колумбійському університетах.
У 1921 р. Кардозо став членом підготовчої групи до заснування Американського Інституту Права (англ. American Law Institute), який був відкритий у Вашингтоні в лютому 1923 р. з метою переробки контрактного і деліктного права та пов'язаних інститутів приватного права.
У Верховному суді США входив до ліберальної фракції, яку називали «трьома мушкетерами» (англ. Three Musketeers) — Брендайс, Стоун і Кардозо; фракція підтримала «новий курс» президента Франкліна Д. Рузвельта, якому у Верховному суді опонувала група консерваторів (т. зв. «чотири вершники»).
Наприкінці 1937 р. Кардозо переніс інфаркт міокарда і 9 липня 1938 р. помер у віці 68 років.

## Твори
- Cardozo B. N. The Nature of the Judicial Process. — New Haven: Yale University Press, 1921.
- Cardozo B. N. The Growth of the Law (1924). — Twelfth Printing — New Haven and London : Yale University Press, 1963, etc.